# Dirt (franquia)
Dirt é uma franquia de video games de corrida de carros desenvolvido e publicado pela Codemasters. Ela se iniciou em junho de 2007, quando a Codemasters mudou o esquema de nomeação da saga Colin McRae Rally tornando Colin McRae Rally 2005 o último jogo dessa saga. O primeiro jogo Dirt foi o útlimo jogo a ser publicado antes da morte de Colin McRae em setembro de 2007. Antes disso, a Codemasters usou seu nome mais uma vez em Colin McRae: Dirt 2, Deixando para trás a antiga nomeação de Colin McRae Rally em Dirt 3. Mas, Mas a DLC para o Dirt Rally 2.0,lançado em 2020, foi intitulada como "Colin McRae: Flat Out" com aspectos e um novo modo onde os jogadores podem reencenar momentos da carreira do McRae.

## Jogos
Review pontuado por sites
| Game                | GameRankings                                                                 | Metacritic                                           |
| ------------------- | ---------------------------------------------------------------------------- | ---------------------------------------------------- |
| Colin McRae: Dirt   | (PC) 84.36% (X360) 83.49% (PS3) 83.17%                                       | (PC) 84 (X360) 83 (PS3) 83                           |
| Colin McRae: Dirt 2 | (PC) 90.29% (X360) 87.36% (PS3) 87.28% (DS) 71.33% (PSP) 54.20% (Wii) 51.78% | (PC) 89 (X360) 87 (PS3) 87 (DS) 73 (PSP) 55 (Wii) 51 |
| Dirt 3              | (X360) 87.96% (PS3) 87.57% (PC) 86.27%                                       | (X360) 87 (PS3) 87 (PC) 86                           |
| Dirt: Showdown      | (PS3) 77.33% (X360) 74.73% (PC) 70.17%                                       | (PS3) 75 (X360) 75 (PC) 72                           |
| Dirt Rally          | (XONE) 86.79% (PS4) 84.87% (PC) 82.40%                                       | (XONE) 86 (PC) 86 (PS4) 85                           |
| Dirt 4              | (PS4) 85.17% (XONE) 85.90% (PC) 77.30%                                       | (PS4) 85 (XONE) 86 (PC) 78                           |
| Dirt Rally 2.0      | (PS4) 83.96% (XONE) 78.71% (PC) 85.00%                                       | (PS4) 84 (XONE) 82 (PC) 86                           |

### Colin McRae: Dirt(2007)
Na E3 de 2006,a Codemasters revelou que um novo jogo McRae estava em desenvolvimento para Microsoft Windows, Xbox 360 e PlayStation 3. Em julho de 2006, Foi anunciado que o título do novo jogo era Colin McRae: Dirt na Europa, e Dirt: Colin McRae Off-Road nos Estados Unidos.
Sendo lançado em 15 de junho de 2007 na Europa e em 19 de junho de 2007 na América do Norte para Microsoft Windows e Xbox 360. A versão para o PlayStation 3 foi lançada em 14 de setembro de 2007.

### Colin McRae: Dirt 2(2009)
Em novembro de 2008, A Codemasters revelou uma sequência para o aclamado Colin McRae: Dirt; sendo lançado em setembro de 2009. O jogo está disponível para PlayStation 3, PlayStation Portable, Wii, Xbox 360 Nintendo DS, e Microsoft Windows. O jogo foi feito em uma versão aprimorada da engine EGO que foi utilizada pelo jogo anterior, com um modo multijogador bem abrangente. O jogo foi uma dedicação ao Colin McRae tendo vídeos e um torneio especial em sua honra.

### Dirt 3(2011)
Dirt 3 foi anunciado no começo de 2010 e lançado em 24 de maio de 2011, Sendo que o nome Colin McRae não foi mais utilizado no título.

### Dirt: Showdown(2012)
Dirt: Showdown, é uma "spin-off, no estilo arcade, foi anunciado em 11 de dezembro de 2011. E lançado para Microsoft Windows, PlayStation 3 e Xbox 360 em maio de 2012.

### Dirt Rally(2015)
Dirt Rally é um jogo de corrida focado em rally. Anunciado em 27 de abril de 2015, e lançado no acesso antecipado da Steam naquele dia Seu lançamento definitivo foi em 7 de dezembro de 2015. Versões para PlayStation 4 e Xbox One foram lançada em abril de 2016.

### Dirt 4(2017)
Em janeiro de 2017,a Codemasters anunciou o Dirt 4. Lançado em 9 de junho de 2017 no PlayStation 4, Windows,e Xbox One.

### Dirt Rally 2.0(2019)
A Codemasters anunciou Dirt Rally 2.0 em setembro de 2018 e lançou em 26 de fevereiro de 2019. O jogo se trata de uma dedicada simulação de Dirt Rally ao contrário de que teve uma ênfase em acessibilidade em Dirt 4. Dirt Rally 2.0 é o primeiro jogo das franquias Colin McRae Rally and Dirt que não foi dirigido por Paul Coleman.

### Dirt 5(2020)
Foi anunciado em maio de 2020, Dirt 5. E lançado em 6 de novembro de 2020 no Microsoft Windows, PlayStation 4, PlayStation 5, Xbox One e Xbox Series X.

## Avisos
- Este artigo foi inicialmente traduzido, total ou parcialmente, do artigo da Wikipédia em inglês cujo título é «Dirt (series)».